# Parafia Ewangelicko-Metodystyczna Ogród Oliwny w Kielcach
Parafia Ewangelicko-Metodystyczna „Ogród Oliwny” w Kielcach – zbór metodystyczny działający w Kielcach, należący do okręgu wschodniego Kościoła Ewangelicko-Metodystycznego w RP.
Nabożeństwa odbywają się w niedziele o godzinie 10:00.